# Società Sportiva Calcio Bari 2025-2026
Questa voce raccoglie le informazioni riguardanti la Società Sportiva Calcio Bari nelle competizioni ufficiali della stagione 2025-2026.

## Stagione

### Precampionato
Il Bari disputa il suo 50º campionato di Serie B e partecipa per la 67º volta alla Coppa Italia.
Dopo il nono posto della passata stagione che ha precluso la possibilità di partecipare ai play-off, il Bari decide di confermare i direttori sportivi Magalini e Di Cesare ma non confermano l'allenatore Moreno Longo. Al suo posto viene chiamato Fabio Caserta, con cui si lega alla società barese con un contratto biennale.
Nella conferenza stampa fatta dal presidente Luigi De Laurentiis si è detto dispiaciuto per non aver centrato l'obiettivo dei play-off e conferma che l'obiettivo di questa stagione è lo stesso di quella passata.
Il ritiro precampionato si è svolto a Roccaraso dal 16 al 29 luglio 2025.
La prima partita della stagione viene disputata il 17 agosto 2025, match valido per i trentaduesimi di Coppa Italia, dove il Bari affronta il Milan; i galletti vengono sconfitti per 2-0 dai rossoneri venendo quindi subito estromessi dalla coppa nazionale.

## Divise e sponsor
Per la stagione 2025-2026 lo sponsor tecnico è Erreà, marchio che aveva già curato le divise per l'AS Bari e nella prima stagione dell'FC Bari 1908.

## Organigramma societario
Di seguito sono riportati i membri dello staff del Bari.
Area direttiva
- Amministratore unico: Luigi De Laurentiis
- Segretario generale: Antonello Ippedico
- Segretario: Davide Teti

Area comunicazione e marketing
- Area Comunicazione: Valeria Belviso, Leonar Pinto
- Area Comunicazione e Media House: Domenico Bari
- Sicurezza e Stadio: Vito Fanelli
- Ticketing: Francesco Laforgia
- Marketing: Cube Comunicazione Srl
- SLO: Vittorio Guglielmi

Area sportiva
- Direttore sportivo: Giuseppe Magalini
- Vice Direttore sportivo: Valerio Di Cesare
- Team manager: Gianni Picaro

Area tecnica
- Allenatore: Fabio Caserta
- Allenatore in seconda: Salvatore Accursi
- Collaboratore tecnico: Luigi Viola
- Responsabile preparatore atletico: Aldo Reale
- Preparatore atletico: Francesco Cosentino
- Preparatore portieri: Roberto Maurantonio
- Match analyst: Filippo Giordano
- Magazzinieri: Pasquale Lorusso, Vito Bux

Area sanitaria
- Responsabile sanitario: Emanuele Caputo
- Medici sociali: Giovanni Ippolito, Vito Ungaro
- Fisioterapisti: Alessandro Schena e Francesco Sorgente
- Osteopata: Francesco Loiacono
- Podologo: Pasquale Rizzi

## Rosa
Rosa e numerazioni aggiornata al 14 agosto 2025.
| N. |                      | Ruolo | Calciatore             |
| -- | -------------------- | ----- | ---------------------- |
| 1  | Italia (bandiera)    | P     | Marco Pissardo         |
| 3  | Italia (bandiera)    | D     | Alessandro Tripaldelli |
| 7  | Italia (bandiera)    | A     | Giuseppe Sibilli       |
| 8  | Italia (bandiera)    | C     | Riccardo Pagano        |
| 9  | Danimarca (bandiera) | A     | Christian Gytkjær      |
| 10 | Italia (bandiera)    | C     | Nicola Bellomo         |
| 11 | Italia (bandiera)    | A     | Gabriele Moncini       |
| 12 | Italia (bandiera)    | P     | Paolo De Lucci         |
| 14 | Italia (bandiera)    | C     | Vincenzo Onofrietti    |
| 15 | Italia (bandiera)    | D     | Sheriff Kassama        |
| 17 | Italia (bandiera)    | A     | Emanuele Rao           |
| 18 | Italia (bandiera)    | A     | Giacomo Manzari        |
| 19 | Italia (bandiera)    | C     | Filippo Faggi          |
| 20 | Uruguay (bandiera)   | C     | Gastón Pereiro         |
| 21 | Italia (bandiera)    | A     | Anthony Partipilo      |

| N. |                    | Ruolo | Calciatore                 |
| -- | ------------------ | ----- | -------------------------- |
| 22 | Italia (bandiera)  | P     | Michele Sanrocco           |
| 23 | Italia (bandiera)  | D     | Francesco Vicari           |
| 24 | Italia (bandiera)  | D     | Lorenzo Dickmann           |
| 25 | Italia (bandiera)  | D     | Raffaele Pucino            |
| 27 | Austria (bandiera) | C     | Matthias Braunöder         |
| 28 | Italia (bandiera)  | A     | Hemsley Akpa-Chukwu        |
| 29 | Belgio (bandiera)  | C     | Matthias Verreth           |
| 30 | Italia (bandiera)  | C     | Moussa Balla Mane          |
| 31 | Italia (bandiera)  | P     | Michele Cerofolini         |
| 32 | Italia (bandiera)  | C     | Vincenzo Davide Colangiuli |
| 39 | Italia (bandiera)  | D     | Pantaleo Spadavecchia      |
| 43 | Grecia (bandiera)  | D     | Dīmītrīs Nikolaou          |
| 55 | Italia (bandiera)  | D     | Luca Sassarini             |
| 76 | Kosovo (bandiera)  | D     | Idrit Mavraj               |
| 93 | Algeria (bandiera) | D     | Mehdi Dorval               |

## Calciomercato

### Sessione estiva(dall'1/7 all'1/9)
| Acquisti         | Acquisti                   | Acquisti         | Acquisti      |
| R.               | Nome                       | da               | Modalità      |
| ---------------- | -------------------------- | ---------------- | ------------- |
| P                | Michele Cerofolini         | Frosinone        | definitivo    |
| D                | Lorenzo Dickmann           | -                | svincolato    |
| D                | Sheriff Kassama            | Trento           | prestito      |
| D                | Dīmītrīs Nikolaou          | Palermo          | prestito      |
| C                | Matthias Braunöder         | Como             | prestito      |
| C                | Riccardo Pagano            | Roma             | prestito      |
| C                | Matthias Verreth           | -                | svincolato    |
| A                | Christian Gytkjær          | -                | svincolato    |
| A                | Gabriele Moncini           | -                | svincolato    |
| A                | Anthony Partipilo          | Parma            | prestito      |
| A                | Emanuele Rao               | Napoli           | prestito      |
| Altre operazioni |                            |                  |               |
| R.               | Nome                       | da               | Modalità      |
| D                | Emmanuele Matino           | Cittadella       | fine prestito |
| C                | Vincenzo Davide Colangiuli | Sorrento         | fine prestito |
| C                | Andrea D'Errico            | Sporting Dubai   | fine prestito |
| C                | Filippo Faggi              | Gubbio           | fine prestito |
| C                | Karlo Lulić                | Sarajevo         | fine prestito |
| C                | Francesco Lops             | Sorrento         | fine prestito |
| C                | Moussa Balla Mane          | Team Altamura    | fine prestito |
| C                | Vincenzo Onofrietti        | Turris           | fine prestito |
| A                | Ismail Achik               | Audace Cerignola | fine prestito |
| A                | Hemsley Akpa-Chukwu        | Novara           | fine prestito |
| A                | Giacomo Manzari            | Carrarese        | fine prestito |
| A                | Giuseppe Sibilli           | Sampdoria        | fine prestito |

| Cessioni         | Cessioni             | Cessioni       | Cessioni                |
| R.               | Nome                 | a              | Modalità                |
| ---------------- | -------------------- | -------------- | ----------------------- |
| P                | Davide Marfella      | -              | svincolato              |
| P                | Boris Radunović      | Cagliari       | fine prestito           |
| D                | Valerio Mantovani    | Ascoli         | fine prestito           |
| D                | Nosa Edward Obaretin | Napoli         | fine prestito           |
| D                | Lorenco Šimić        | Maccabi Haifa  | fine prestito           |
| C                | Ahmad Benali         | Virtus Entella | definitivo              |
| C                | César Falletti       | Cremonese      | fine prestito           |
| C                | Costantino Favasuli  | Fiorentina     | fine prestito           |
| C                | Nunzio Lella         | Venezia        | fine prestito           |
| C                | Giulio Maggiore      | Salernitana    | fine prestito           |
| C                | Mattia Maita         | Benevento      | definitivo              |
| C                | Andrea Oliveri       | Atalanta       | fine prestito           |
| C                | Raffaele Maiello     | -              | svincolato              |
| C                | Coli Saco            | Napoli         | fine prestito           |
| A                | Nicholas Bonfanti    | Pisa           | fine prestito           |
| A                | Andrea Favilli       | -              | svincolato              |
| A                | Kevin Lasagna        | Verona         | fine prestito           |
| A                | Andrija Novakovich   | Venezia        | fine prestito           |
| Altre operazioni |                      |                |                         |
| R.               | Nome                 | a              | Modalità                |
| D                | Emmanuele Matino     | Salernitana    | definitivo              |
| C                | Andrea D'Errico      | -              | risoluzione consensuale |
| C                | Karlo Lulić          | Casarano       | definitivo              |
| A                | Ismail Achik         | Salernitana    | definitivo              |
| A                | Aurélien Scheidler   | Dender         | definitivo              |

### Sessione invernale(dal 2/1 al 3/2)
| Acquisti         | Acquisti         | Acquisti         | Acquisti         |
| R.               | Nome             | da               | Modalità         |
| Altre operazioni | Altre operazioni | Altre operazioni | Altre operazioni |
| R.               | Nome             | a                | Modalità         |
| ---------------- | ---------------- | ---------------- | ---------------- |

| Cessioni         | Cessioni         | Cessioni         | Cessioni         |
| R.               | Nome             | a                | Modalità         |
| Altre operazioni | Altre operazioni | Altre operazioni | Altre operazioni |
| R.               | Nome             | a                | Modalità         |
| ---------------- | ---------------- | ---------------- | ---------------- |

## Risultati

### Serie B

#### Girone di andata
| Venezia 24 agosto 2025, ore 19:00 CEST 1ª giornata | Venezia | – referto | Bari | Stadio Pierluigi Penzo |

| Bari 31 agosto 2025, ore 21:00 CEST 2ª giornata | Bari | – referto | Monza | Stadio San Nicola |

| Modena 13 settembre 2025, ore 15:00 CEST 3ª giornata | Modena | – referto | Bari | Stadio Alberto Braglia |

| Palermo 20 settembre 2025, ore CEST 4ª giornata | Palermo | – referto | Bari | Stadio Renzo Barbera |

| Bari 27 settembre 2025, ore CEST 5ª giornata | Bari | – referto | Sampdoria | Stadio San Nicola |

| Chiavari 30 settembre 2025, ore CEST 6ª giornata | Virtus Entella | – referto | Bari | Stadio Enrico Sannazzari |

| Bari 4 ottobre 2025, ore CEST 7ª giornata | Bari | – referto | Padova | Stadio San Nicola |

| Reggio Emilia 18 ottobre 2025, ore CEST 8ª giornata | Reggiana | – referto | Bari | Mapei Stadium - Città del Tricolore |

| Bari 25 ottobre 2025, ore CEST 9ª giornata | Bari | – referto | Mantova | Stadio San Nicola |

| Castellammare di Stabia 28 ottobre 2025, ore CET 10ª giornata | Juve Stabia | – referto | Bari | Stadio Romeo Menti |

| Bari 1º novembre 2025, ore CET 11ª giornata | Bari | – referto | Cesena | Stadio San Nicola |

| La Spezia 8 novembre 2025, ore CET 12ª giornata | Spezia | – referto | Bari | Stadio Alberto Picco |

| Bari 22 novembre 2025, ore CET 13ª giornata | Bari | – referto | Frosinone | Stadio San Nicola |

| Empoli 29 novembre 2025, ore CET 14ª giornata | Empoli | – referto | Bari | Stadio Carlo Castellani |

| Bari 8 dicembre 2025, ore CET 15ª giornata | Bari | – referto | Pescara | Stadio San Nicola |

| Bolzano 13 dicembre 2025, ore CET 16ª giornata | Südtirol | – referto | Bari | Stadio Druso |

| Bari 20 dicembre 2025, ore CET 17ª giornata | Bari | – referto | Catanzaro | Stadio San Nicola |

| Bari 27 dicembre 2025, ore CET 18ª giornata | Bari | – referto | Avellino | Stadio San Nicola |

| Carrara 10 gennaio 2026, ore CET 19ª giornata | Carrarese | – referto | Bari | Stadio dei Marmi |

#### Girone di ritorno
| Bari 17 gennaio 2026, ore CET 20ª giornata | Bari | – referto | Juve Stabia | Stadio San Nicola |

| Cesena 24 gennaio 2026, ore CET 21ª giornata | Cesena | – referto | Bari | Orogel Stadium-Dino Manuzzi |

| Bari 31 gennaio 2026, ore CET 22ª giornata | Bari | – referto | Palermo | Stadio San Nicola |

| Mantova 7 febbraio 2026, ore CET 23ª giornata | Mantova | – referto | Bari | Stadio Danilo Martelli |

| Bari 10 febbraio 2026, ore CET 24ª giornata | Bari | – referto | Spezia | Stadio San Nicola |

| Bari 14 febbraio 2026, ore CET 25ª giornata | Bari | – referto | Südtirol | Stadio San Nicola |

| Padova 21 febbraio 2026, ore CET 26ª giornata | Padova | – referto | Bari | Stadio Euganeo |

| Genova 28 febbraio 2026, ore CET 27ª giornata | Sampdoria | – referto | Bari | Stadio Luigi Ferraris |

| Bari 3 marzo 2026, ore CET 28ª giornata | Bari | – referto | Empoli | Stadio San Nicola |

| Pescara 7 marzo 2026, ore CET 29ª giornata | Pescara | – referto | Bari | Stadio Adriatico - Giovanni Cornacchia |

| Bari 14 marzo 2026, ore CET 30ª giornata | Bari | – referto | Reggiana | Stadio San Nicola |

| Frosinone 17 marzo 2026, ore CET 31ª giornata | Frosinone | – referto | Bari | Stadio Benito Stirpe |

| Bari 21 marzo 2026, ore CET 32ª giornata | Bari | – referto | Carrarese | Stadio San Nicola |

| Bari 6 aprile 2026, ore CEST 33ª giornata | Bari | – referto | Modena | Stadio San Nicola |

| Monza 11 aprile 2026, ore CEST 34ª giornata | Monza | – referto | Bari | U-Power Stadium |

| Bari 18 aprile 2026, ore CEST 35ª giornata | Bari | – referto | Venezia | Stadio San Nicola |

| Avellino 25 aprile 2026, ore CEST 36ª giornata | Avellino | – referto | Bari | Stadio Partenio - Adriano Lombardi |

| Bari 1º maggio 2026, ore CEST 37ª giornata | Bari | – referto | Virtus Entella | Stadio San Nicola |

| Catanzaro 9 maggio 2026, ore CEST 38ª giornata | Catanzaro | – referto | Bari | Stadio Nicola Ceravolo |

### Coppa Italia

#### Turni eliminatori
| Arbitro: | Arena (Torre del Greco) |

|                      |           |  |
| Leão 13’ Pulisic 47’ | Marcatori |  |

## Statistiche

### Statistiche di squadra
Statistiche aggiornate al 17 agosto 2025
| Competizione | Punti | In casa | In casa | In casa | In casa | In casa | In casa | In trasferta | In trasferta | In trasferta | In trasferta | In trasferta | In trasferta | Totale | Totale | Totale | Totale | Totale | Totale | DR |
| Competizione | Punti | G       | V       | N       | P       | Gf      | Gs      | G            | V            | N            | P            | Gf           | Gs           | G      | V      | N      | P      | Gf     | Gs     | DR |
| ------------ | ----- | ------- | ------- | ------- | ------- | ------- | ------- | ------------ | ------------ | ------------ | ------------ | ------------ | ------------ | ------ | ------ | ------ | ------ | ------ | ------ | -- |
| Serie B      | 0     | 0       | 0       | 0       | 0       | 0       | 0       | 0            | 0            | 0            | 0            | 0            | 0            | 0      | 0      | 0      | 0      | 0      | 0      | 0  |
| Coppa Italia | -     | 0       | 0       | 0       | 0       | 0       | 0       | 1            | 0            | 0            | 1            | 0            | 2            | 1      | 0      | 0      | 1      | 0      | 2      | -2 |
| Totale       | 0     | 0       | 0       | 0       | 0       | 0       | 0       | 1            | 0            | 0            | 1            | 0            | 2            | 1      | 0      | 0      | 1      | 0      | 2      | -2 |

### Andamento in campionato
| Giornata  | 1 | 2 | 3 | 4 | 5 | 6 | 7 | 8 | 9 | 10 | 11 | 12 | 13 | 14 | 15 | 16 | 17 | 18 | 19 | 20 | 21 | 22 | 23 | 24 | 25 | 26 | 27 | 28 | 29 | 30 | 31 | 32 | 33 | 34 | 35 | 36 | 37 | 38 |
| --------- | - | - | - | - | - | - | - | - | - | -- | -- | -- | -- | -- | -- | -- | -- | -- | -- | -- | -- | -- | -- | -- | -- | -- | -- | -- | -- | -- | -- | -- | -- | -- | -- | -- | -- | -- |
| Luogo     | T | C | T | T | C | T | C | T | C | T  | C  | T  | C  | T  | C  | T  | C  | C  | T  | C  | T  | C  | T  | C  | C  | T  | T  | C  | T  | C  | T  | C  | C  | T  | C  | T  | C  | T  |
| Risultato |   |   |   |   |   |   |   |   |   |    |    |    |    |    |    |    |    |    |    |    |    |    |    |    |    |    |    |    |    |    |    |    |    |    |    |    |    |    |
| Posizione |   |   |   |   |   |   |   |   |   |    |    |    |    |    |    |    |    |    |    |    |    |    |    |    |    |    |    |    |    |    |    |    |    |    |    |    |    |    |

Legenda:

Luogo: C = Casa; T = Trasferta. Risultato: V = Vittoria; N = Pareggio; P = Sconfitta.

### Statistiche dei giocatori
| Giocatore       | Serie B  | Serie B | Serie B     | Serie B    | Coppa Italia | Coppa Italia | Coppa Italia | Coppa Italia | Totale   | Totale | Totale      | Totale     |
| Giocatore       | Presenze | Reti    | Ammonizioni | Espulsioni | Presenze     | Reti         | Ammonizioni  | Espulsioni   | Presenze | Reti   | Ammonizioni | Espulsioni |
| --------------- | -------- | ------- | ----------- | ---------- | ------------ | ------------ | ------------ | ------------ | -------- | ------ | ----------- | ---------- |
| H. Akpa-Chukwu  | 0        | 0       | 0           | 0          | 0            | 0            | 0            | 0            | 0        | 0      | 0           | 0          |
| N. Bellomo      | 0        | 0       | 0           | 0          | 1            | 0            | 0            | 0            | 1        | 0      | 0           | 0          |
| M. Braunöder    | 0        | 0       | 0           | 0          | 1            | 0            | 0            | 0            | 1        | 0      | 0           | 0          |
| M. Cerofolini   | 0        | 0       | 0           | 0          | 1            | -2           | 0            | 0            | 1        | -2     | 0           | 0          |
| P. De Lucci     | 0        | 0       | 0           | 0          | 0            | 0            | 0            | 0            | 0        | 0      | 0           | 0          |
| L. Dickmann     | 0        | 0       | 0           | 0          | 1            | 0            | 0            | 0            | 1        | 0      | 0           | 0          |
| M. Dorval       | 0        | 0       | 0           | 0          | 1            | 0            | 0            | 0            | 1        | 0      | 0           | 0          |
| F. Faggi        | 0        | 0       | 0           | 0          | 0            | 0            | 0            | 0            | 0        | 0      | 0           | 0          |
| C. Gytkjær      | 0        | 0       | 0           | 0          | 0            | 0            | 0            | 0            | 0        | 0      | 0           | 0          |
| S. Kassama      | 0        | 0       | 0           | 0          | 0            | 0            | 0            | 0            | 0        | 0      | 0           | 0          |
| M. Mane         | 0        | 0       | 0           | 0          | 0            | 0            | 0            | 0            | 0        | 0      | 0           | 0          |
| G. Manzari      | 0        | 0       | 0           | 0          | 0            | 0            | 0            | 0            | 0        | 0      | 0           | 0          |
| I. Mavraj       | 0        | 0       | 0           | 0          | 0            | 0            | 0            | 0            | 0        | 0      | 0           | 0          |
| G. Moncini      | 0        | 0       | 0           | 0          | 1            | 0            | 0            | 0            | 1        | 0      | 0           | 0          |
| D. Nikolaou     | 0        | 0       | 0           | 0          | 1            | 0            | 0            | 0            | 1        | 0      | 0           | 0          |
| V. Onofrietti   | 0        | 0       | 0           | 0          | 0            | 0            | 0            | 0            | 0        | 0      | 0           | 0          |
| R. Pagano       | 0        | 0       | 0           | 0          | 1            | 0            | 0            | 0            | 1        | 0      | 0           | 0          |
| A. Partipilo    | 0        | 0       | 0           | 0          | 1            | 0            | 0            | 0            | 1        | 0      | 0           | 0          |
| G. Pereiro      | 0        | 0       | 0           | 0          | 1            | 0            | 0            | 0            | 1        | 0      | 0           | 0          |
| M. Pissardo     | 0        | 0       | 0           | 0          | 0            | 0            | 0            | 0            | 0        | 0      | 0           | 0          |
| R. Pucino       | 0        | 0       | 0           | 0          | 0            | 0            | 0            | 0            | 0        | 0      | 0           | 0          |
| E. Rao          | 0        | 0       | 0           | 0          | 1            | 0            | 0            | 0            | 1        | 0      | 0           | 0          |
| M. Sanrocco     | 0        | 0       | 0           | 0          | 0            | 0            | 0            | 0            | 0        | 0      | 0           | 0          |
| L. Sassarini    | 0        | 0       | 0           | 0          | 0            | 0            | 0            | 0            | 0        | 0      | 0           | 0          |
| P. Spadavecchia | 0        | 0       | 0           | 0          | 0            | 0            | 0            | 0            | 0        | 0      | 0           | 0          |
| G. Sibilli      | 0        | 0       | 0           | 0          | 1            | 0            | 0            | 0            | 1        | 0      | 0           | 0          |
| A. Tripaldelli  | 0        | 0       | 0           | 0          | 1            | 0            | 0            | 0            | 1        | 0      | 0           | 0          |
| M. Verreth      | 0        | 0       | 0           | 0          | 1            | 0            | 0            | 0            | 1        | 0      | 0           | 0          |
| F. Vicari       | 0        | 0       | 0           | 0          | 1            | 0            | 0            | 0            | 1        | 0      | 0           | 0          |